# المكتبة الوطنية في صوماليلاند

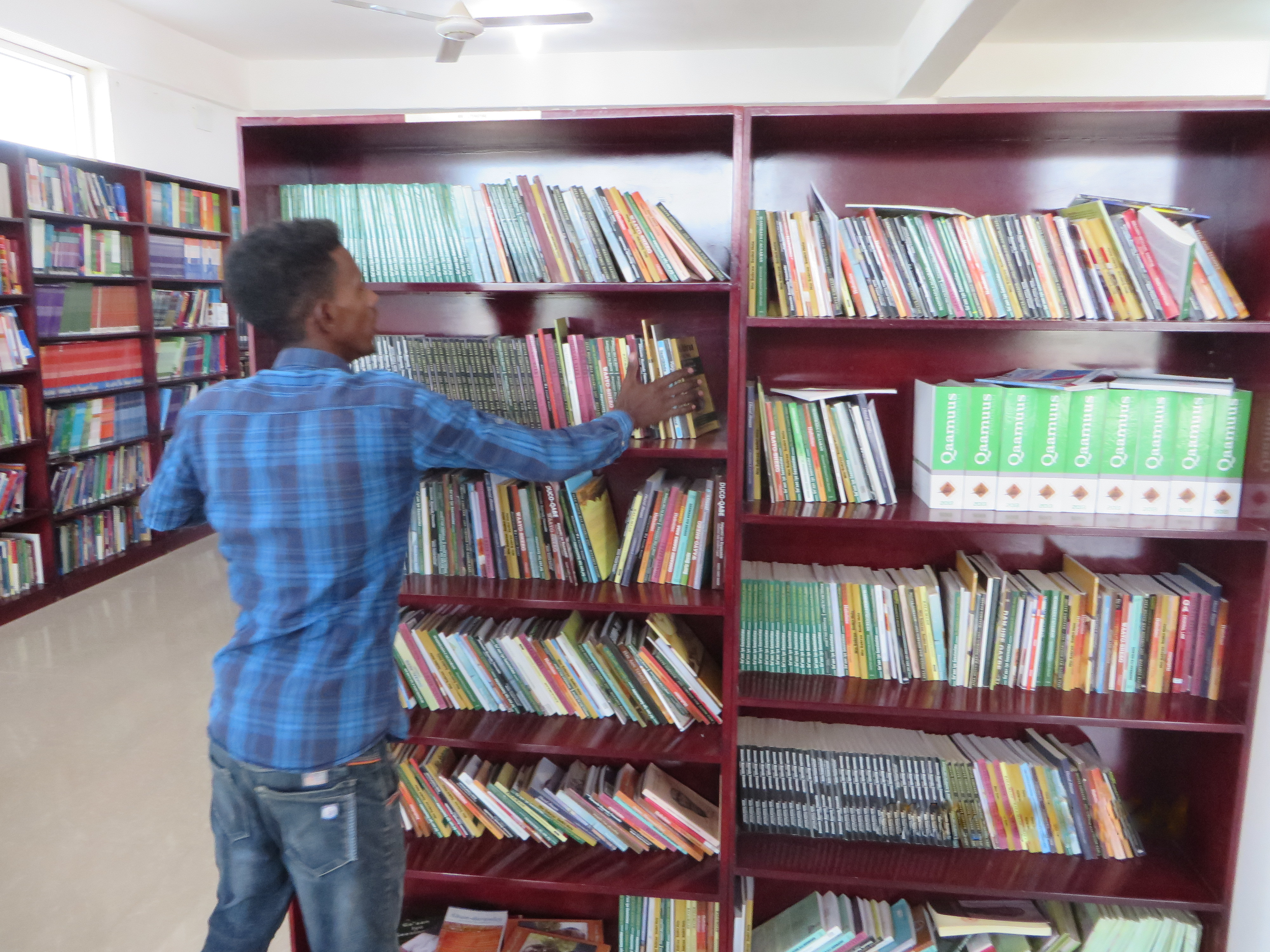
أمين مكتبة شاب يقوم بترتيب الكتب. المكتبة الوطنية في هرجيسا ، صوماليلاند

المكتبة الوطنية لأرض الصومال أو مكتبة سيلانيو الوطنية هي المكتبة الوطنية لأرض الصومال . تقع في هرجيسا ، عاصمةصوماليلاند ، وهي أول وأكبر مكتبة وطنية في أرض الصومال.

## نظرة عامة
تأسست عام 2017 وسميت على اسم الرئيس السابق لأرض الصومال أحمد محمد محمود 